# Пестроглазка галатея
Пестроглазка галатея, или галатея (Melanargia galathea Linnaeus, 1767) — вид дневных бабочек из семейства Бархатницы.

## Биологическое описание
Длина передних крыльев составляет от 2,6 до 2,8 см, на верхней стороне имеется чёрно-белый рисунок, схожий с шахматной доской. У самок более светлый, желтоватый испод крыльев, кроме того, они крупнее самцов. Для Центральной Европы едва ли характерен хотя бы один вид с подобным окрасом, однако в Южной Европе, Северной Африке и Малой Азии существуют похоже окрашенные виды.

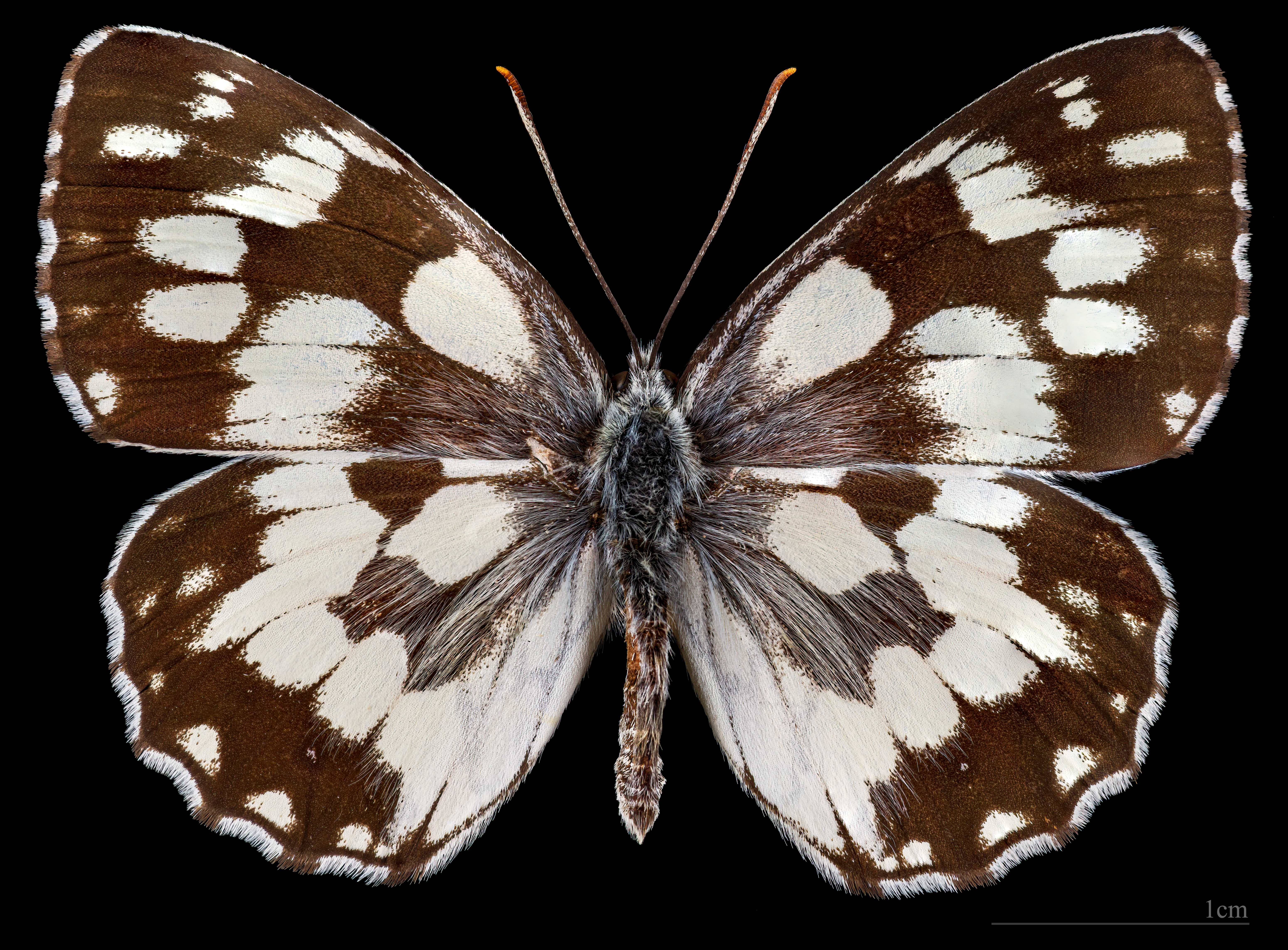
♂
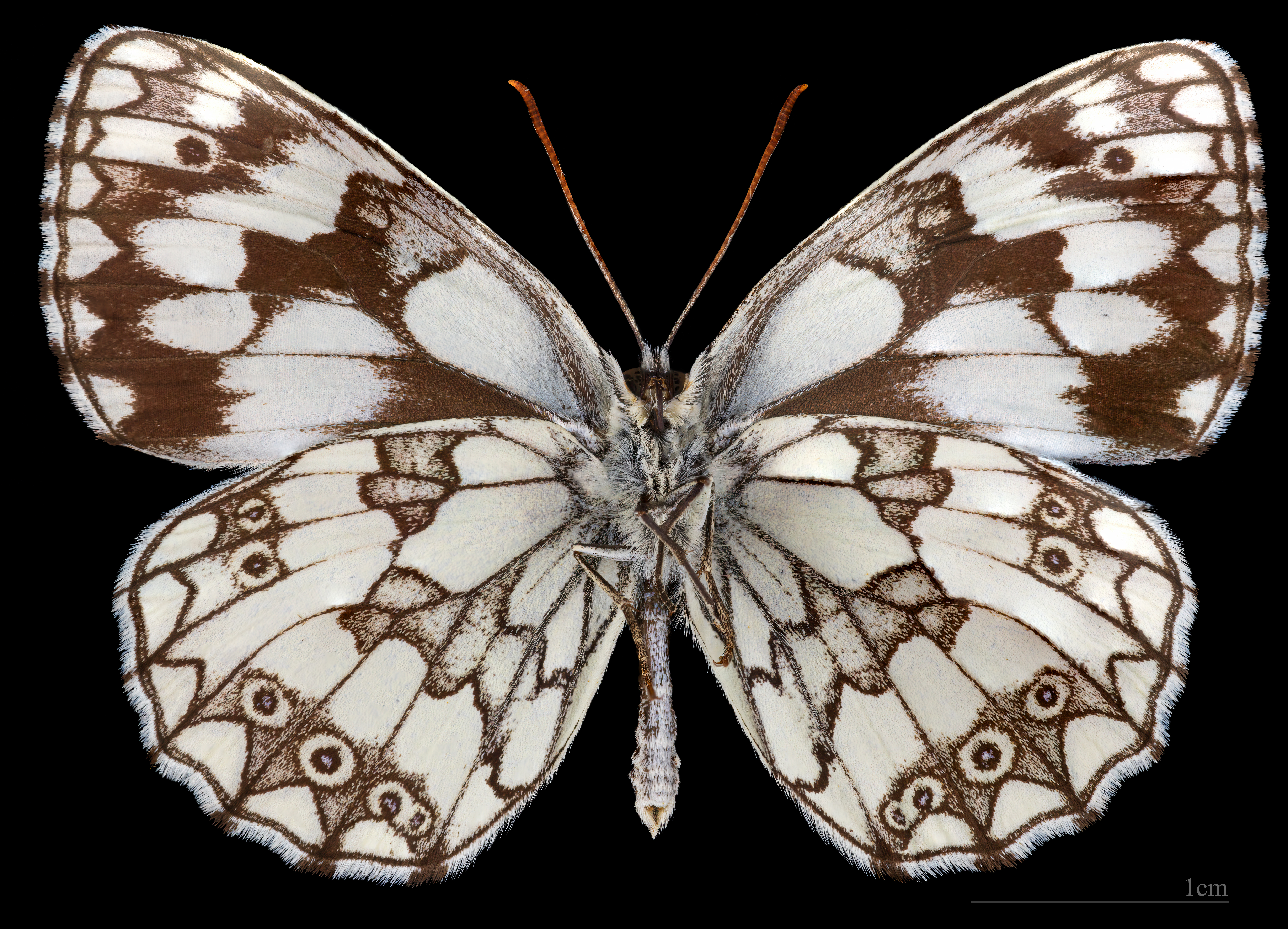
♂ △
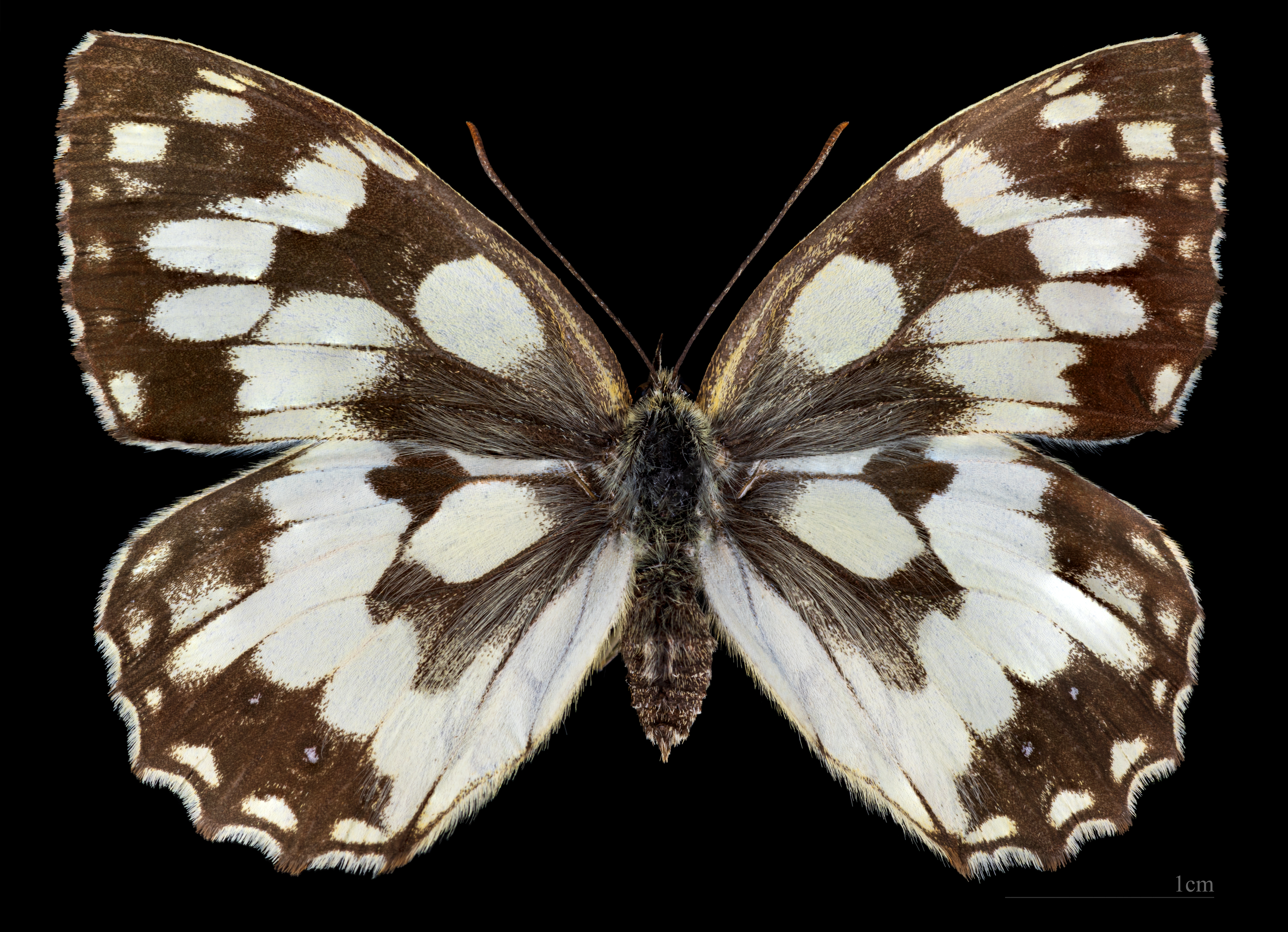
♀
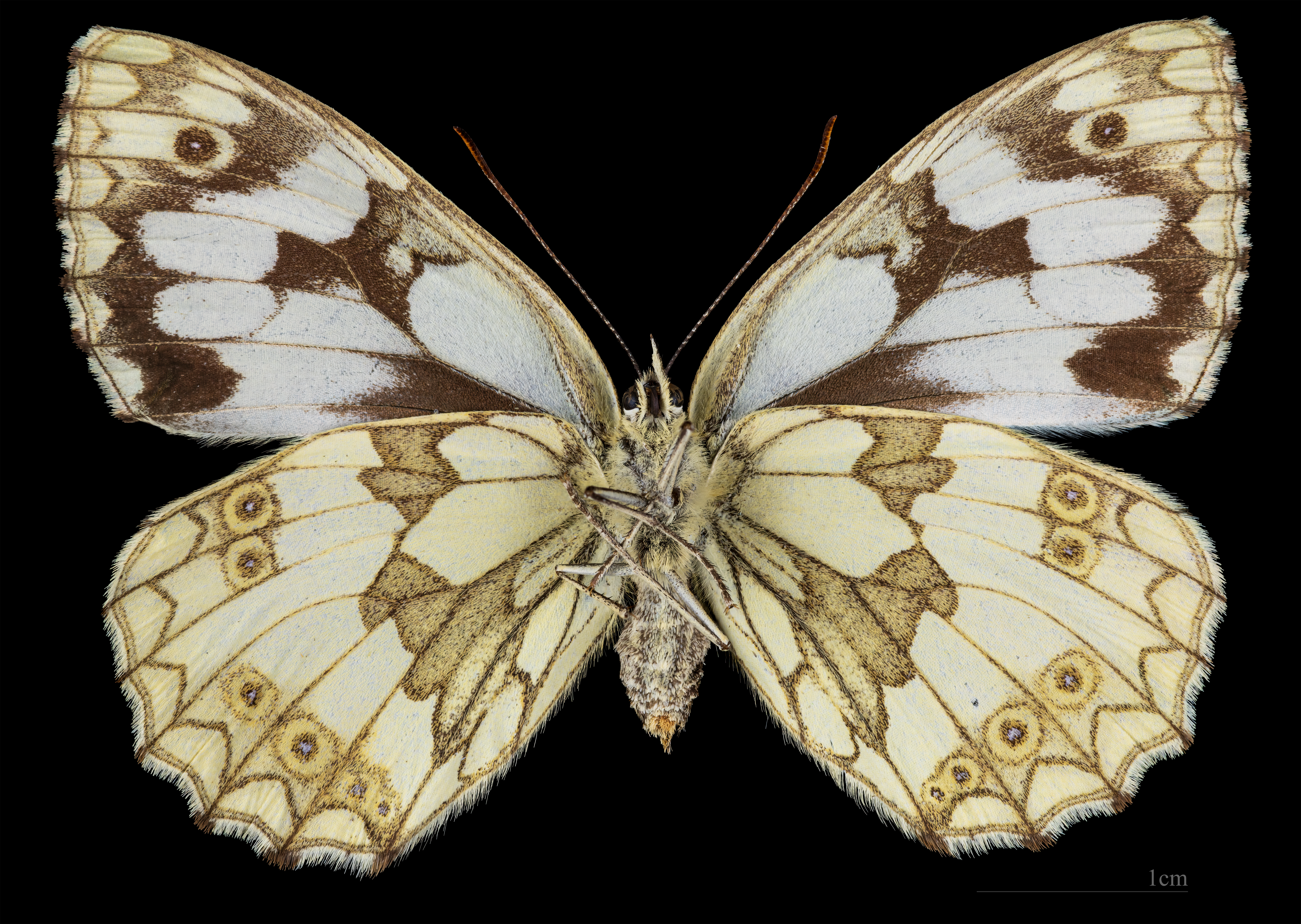
♀ △

## Ареал
Вид предпочитает открытую местность Европы. Отсутствует в Дании, на юге Испании, Португалии и Франции, а также в Финляндии. Летает в Северной Африке, на востоке доходит до Ирана. Галатея летает на сухих склонах, прогалинах, лесных дорогах, в холмистой местности с известняковыми почвами и в горах на высоте до 2000 м. Активна в жаркие дни, особенно в полдень, летая, часто садится на цветы короставника.

## Размножение

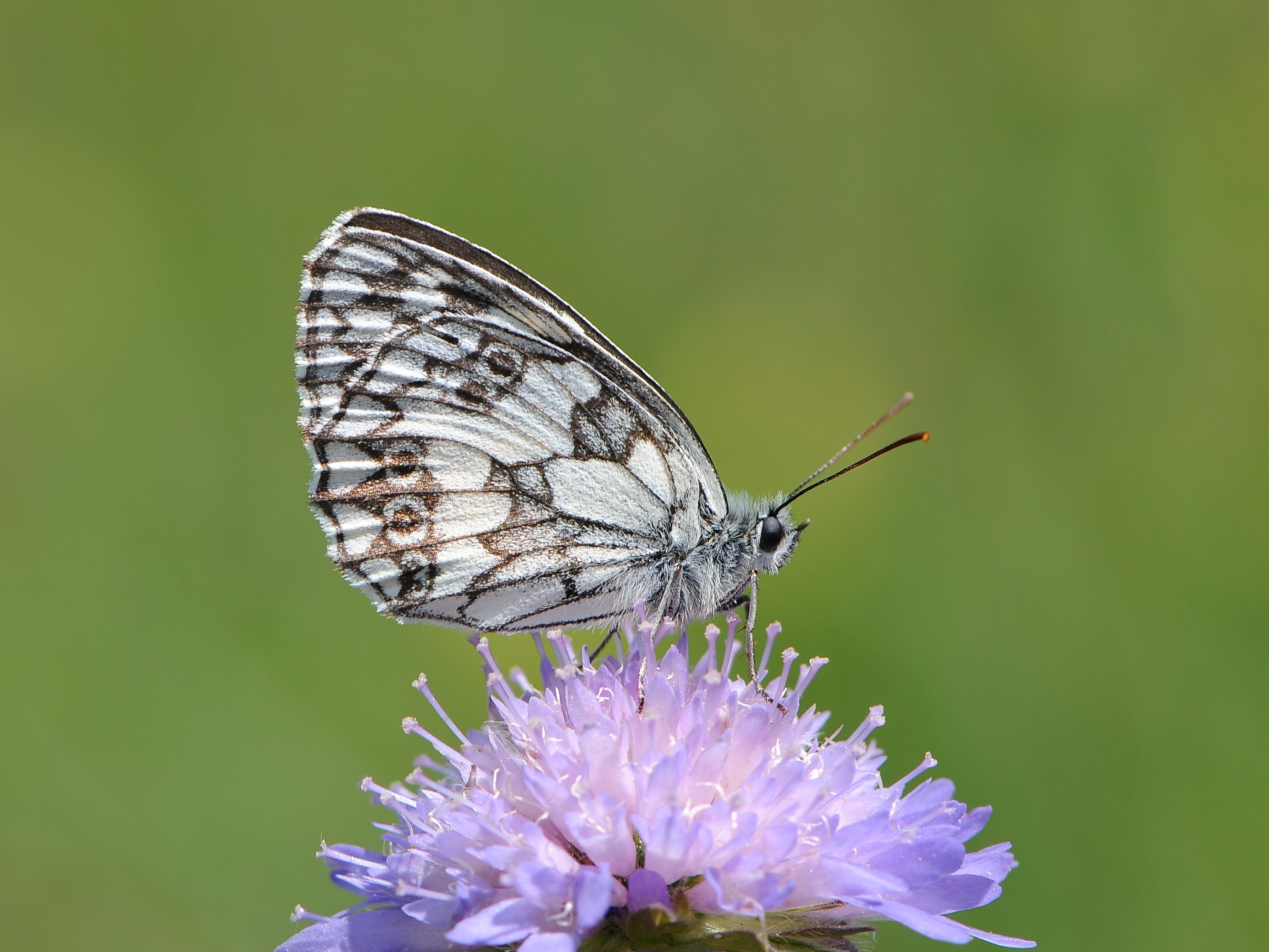
Нижняя сторона крыльев самки

Галатея откладывает яйца, выбрасывая их на ветер или садясь на невысокую опору и разбрасывая на стебли травы. После вылупливания из яиц личинки сразу же впадают в спячку и начинают кормёжку лишь весной, когда подрастает свежая трава.
Гусеница зелёная, с несколькими светлыми продольными полосками и редкими волосками, с тёмной спиной и красноватой боковой полосой, красной головой и красными же «хвостиками»; кормится исключительно по ночам, днем же прячется в траве и среди корней. Весь диапазон их корма неизвестен, но установлено, что галатеи питаются мягкими злаковыми, такими как овсяница красная (Festuca rubra), тимофеевка (Phleum), бухарник (Holcus), пырей, ежа и другими.
Куколка яйцевидная, гладкая, желтоватого цвета, несёт две приподнятые точки по бокам туловища. Взрослые особи выводятся в конце июня.

## Вариабельность
Вид очень изменчив. Для Северной Африки характерен подвид lucasi Ramb, для южной части ареала — procida Herbst с редуцированным светлым рисунком на крыльях.